# Francocrazia

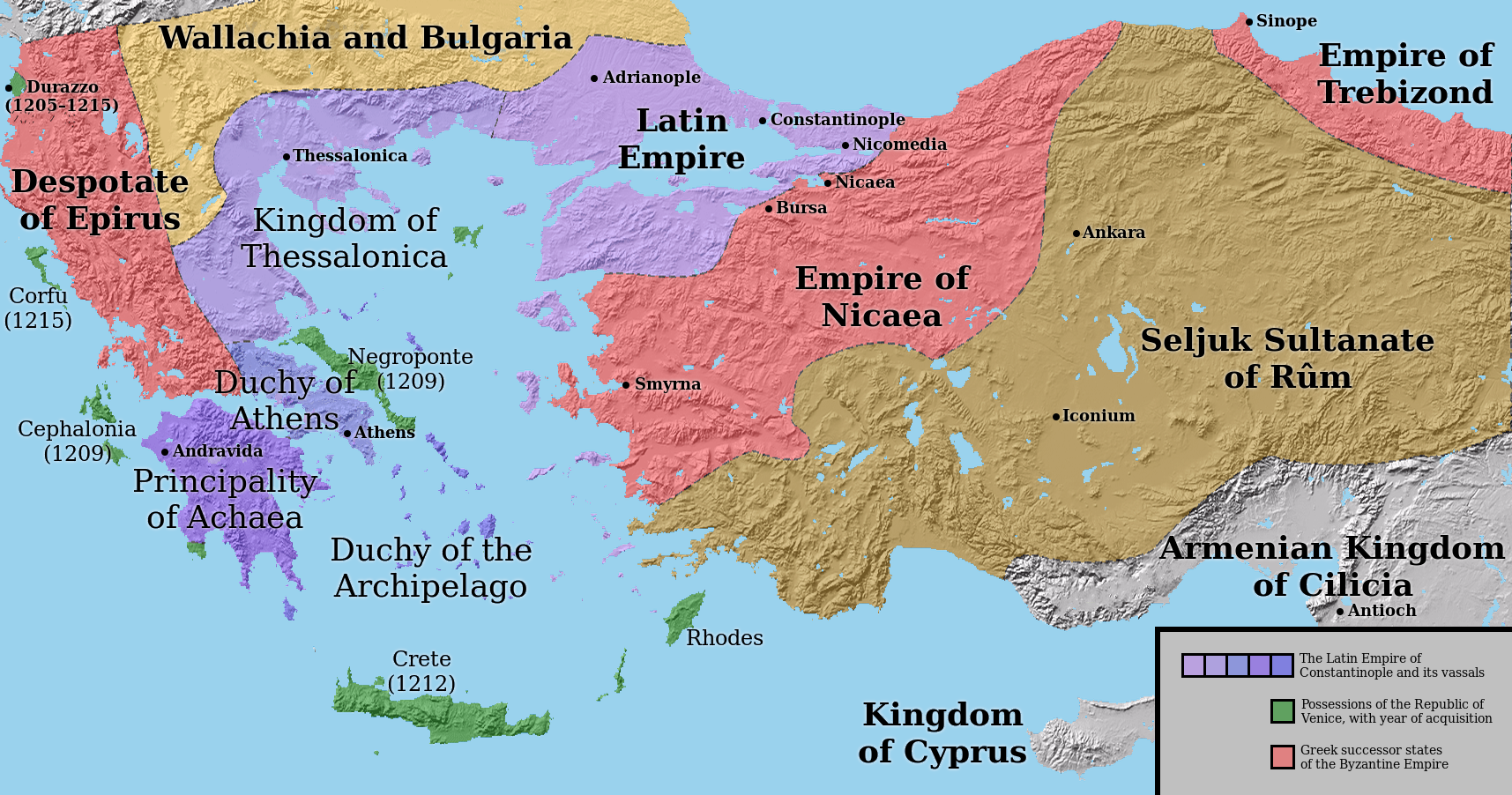
L'inizio della Francocrazia: la partizione dell'Impero bizantino dopo la quarta crociata.

Gli Stati greci e latini in Grecia, circa 1210.

Il Mediterraneo orientale attorno al 1450. Sono visibili l'Impero ottomano e i rimanenti possedimenti latini.

La Francocrazia (in greco Φραγκοκρατία?, letteralmente "dominio dei franchi"), o Latinocrazia (in greco Λατινοκρατία?, "dominio dei latini"), è il periodo nella storia della Grecia successivo alla quarta crociata (1204). Vari Stati crociati, a base feudale, con a capo nobili francesi e italiani, furono fondati sui territori del dissolto Impero bizantino (Partitio terrarum imperii Romaniae).
Il termine deriva dai nomi con cui i greci bizantini, di credo ortodosso, chiamavano gli europei d'occidente, cattolici: “latini” o “franchi”. La durata della Francocrazia varia a seconda della regione: la situazione politica era instabile, dal momento che gli stati franchi erano frammentati e spesso cambiavano signore; in molti casi furono riconquistati dagli stati greci eredi dell'impero d'oriente (despotato d'Epiro, impero di Nicea, impero di Trebisonda).
Con l'eccezione delle isole ionie e di alcuni possedimenti veneziani minori, la fine definitiva della Francocrazia si ebbe con la conquista ottomana (XIV-XVI secolo); il periodo successivo è noto come "Turcocrazia" (si veda Grecia ottomana).

## Stati crociati latini e franchi
- L'impero latino (1204–1261), con capitale a Costantinopoli, comprendeva Tracia e Bitinia; esso esercitava anche sovranità nominale sugli altri stati crociati. I suoi territori furono gradualmente ridotti a poco più che la sola capitale, che fu infine ricatturata dai bizantini dell'impero di Nicea nel 1261.
- Il regno di Tessalonica (1205–1224), comprendeva  la Macedonia e la Tessaglia. La breve esistenza del regno fu travagliata da uno stato di conflitto quasi costante con il secondo impero bulgaro; esso fu infine conquistato dai greci del despotato dell'Epiro.
- Il principato d'Acaia (1205–1432), comprendeva la Morea (il Peloponneso). Si confermò ben presto come il più forte tra gli stati crociati, e prosperò anche dopo la fine dell'impero latino. Il suo rivale principale era il despotato di Morea bizantino, il quale riuscì ad ultimarne la conquista nel XV secolo. Esso esercitava anche sovranità sulla signoria di Argo e Nauplia (1205–1388).
- Il ducato di Atene (1205–1458), con doppia capitale a Tebe e Atene, comprendeva l'Attica, la Beozia e parte della Tessaglia meridionale. Il ducato fu conquistato nel 1311 dalla compagnia catalana; nel 1388, passò alla famiglia fiorentina degli Acciaiuoli, che lo tennero fino alla conquista ottomana, nel 1456.
- Il ducato dell'Arcipelago (o "ducato di Nasso"), (1207–1579), fondato dalla famiglia Sanudo, comprendeva la maggior parte delle isole egee, incluse le Cicladi. Nel 1383 passò alla famiglia Crispo. Il ducato divenne vassallo ottomano nel 1527; fu annesso direttamente all'impero nel 1579.
- La signoria di Negroponte (1205–1470), sull'isola di Negroponte (l'Eubea). Essa era divisa in tre baronie (terzi), ognuna con a capo due baroni (sestieri). Questa frammentazione permise a Venezia di acquisire sempre più influenza sull'Eubea, proponendosi come mediatrice. Entro il 1390 Venezia era riuscita a imporsi direttamente sull'intera isola, che rimase suo possesso fino al 1470, quando fu catturata dagli ottomani durante la prima guerra turco-veneziana.
- La contea palatina di Cefalonia e Zante (1185–1479). Comprendeva le Isole Ionie di Cefalonia, Zante, Itaca, e dal 1300 circa, Santa Maura (Leucade). Originariamente istituita come soggetto vassallo del Regno di Sicilia, fu retta dalla famiglia Orsini dal 1195 al 1335; dopo un breve interludio angioino, essa passò alla famiglia Tocco (1357). Il territorio della contea fu spartito tra Venezia e gli ottomani nel 1479.